# Merian C. Cooper

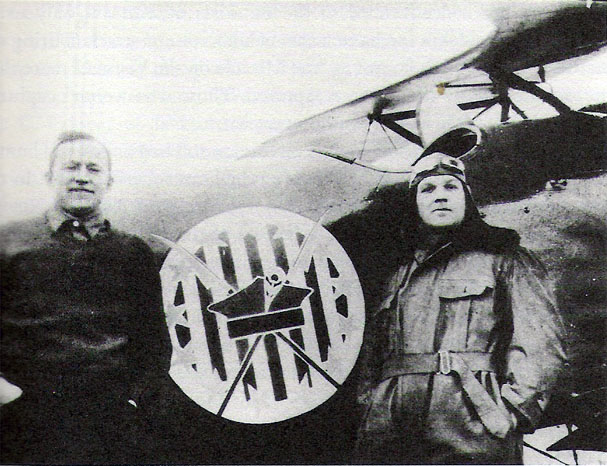
Amerykańscy ochotnicy, Merian C. Cooper i Cedric Fauntleroy, piloci 7 Eskadry Myśliwskiej

Merian Caldwell Cooper (ur. 24 października 1893 w Jacksonville, zm. 21 kwietnia 1973 w San Diego) – amerykański filmowiec, reżyser i scenarzysta, a także generał brygadier Armii Stanów Zjednoczonych oraz podpułkownik pilot Wojska Polskiego, służący w lotnictwie polskim w latach 1919–1920 podczas wojny polsko-bolszewickiej, organizator Eskadry Kościuszkowskiej, ojciec Macieja Słomczyńskiego, kawaler Orderu Virtuti Militari. Najpopularniejszym jego filmem był King Kong z 1933.

## Życiorys

### Dzieciństwo i młodość
Syn znanego prawnika z Florydy, urodził się w 1893 w Jacksonville, w stanie Floryda w USA. W latach 1912–1915 był słuchaczem Akademii Marynarki Wojennej, lecz porzucił naukę i podjął pracę jako dziennikarz. Poszukując przygód, po wybuchu I wojny światowej, w 1916 wstąpił do amerykańskiej Gwardii Narodowej i uczestniczył w walkach przeciwko Pancho Villi na pograniczu z Meksykiem. Chcąc zostać lotnikiem, ukończył w 1917 szkołę pilotażu w Nowym Jorku, po czym został wysłany na wojnę do Europy wraz z Amerykańskim Korpusem Ekspedycyjnym, w którym służył jako pilot bombowca DH-4. Jesienią 1918 pilotując samolot rozpoznawczy został zestrzelony, lądował przymusowo, doznał poparzeń i dostał się do niewoli niemieckiej.

### Wojna polsko-bolszewicka
Po zawieszeniu broni 11 listopada 1918 powrócił do Francji, po czym przyjechał do Polski w lutym 1919 w ramach misji ARA (American Relief Administration), która pod kierunkiem Herberta Hoovera niosła pomoc humanitarną zniszczonej Europie. Cooper przydzielony został do misji żywnościowej we Lwowie i włączył się do akcji humanitarnej, a ponadto odwiedzał okopy polskich żołnierzy usytuowane na pierwszej linii walk, czym zyskał sobie ich szacunek. Tu poznał gen. Tadeusza Rozwadowskiego, z którym rozmawiał o sensie użycia lotnictwa polskiego na kresach. Cooper miał pewne związki z Polską, gdyż jego prapradziad pułkownik John Cooper walczył w bitwie pod Savannah u boku Kazimierza Pułaskiego i uważał go za przyjaciela. Pamięć o tym przekazywana z pokolenia na pokolenie spowodowała, że Merian Cooper postanowił spłacić Polsce dług wdzięczności. Pisał, że w rodzinie traktowano to jako nakaz. Podczas pobytu w Paryżu zgłosił się do szefa polskiej misji wojskowej generała Tadeusza Rozwadowskiego, któremu zaoferował gotowość służenia Polsce także na linii frontu. Był lotnikiem; oficerów tej broni bardzo brakowało, więc w porozumieniu z gen. Rozwadowskim pojechał do Warszawy, gdzie ponowił swą ofertę Naczelnikowi Państwa Józefowi Piłsudskiemu. 

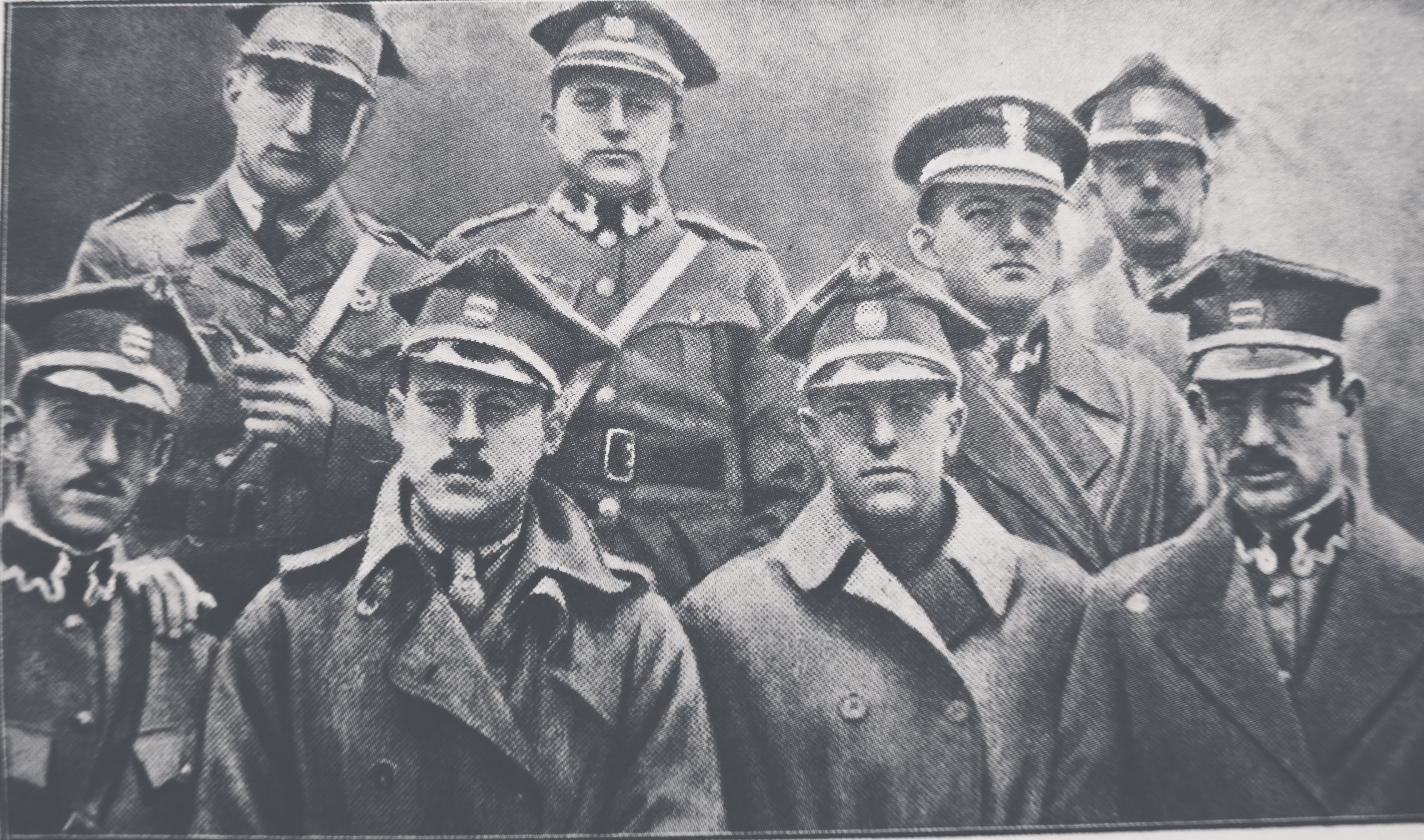
Pierwsi ochotnicy amerykańscy: Fauntleroy, Cooper, Corsi, Crawford, Shrewsbury, Clark, Rorison, Noble

Piłsudski przyjął ofertę niechętnie, miał stwierdzić, że najemników nie potrzebujemy, jednak, po krótkim wahaniu, wyraził zgodę na zwerbowanie kilku doświadczonych lotników amerykańskich, w związku z czym Cooper wrócił na początku lipca 1919 do Paryża. Spotkał tam wybierającego się właśnie do Polski majora Cedrika Fauntleroya, którego namówił do swojej idei i wspólnie zebrali dalszych lotników amerykańskich gotowych do służby w Polsce. W połowie września 1919 grupa ośmiu amerykańskich lotników przybyła do Polski. Zostali przydzieleni do 7. Eskadry Myśliwskiej, stacjonującej na lotnisku na Lewandówce pod Lwowem. Od grudnia 1919 Eskadra przyjęła nazwę 7. Eskadry Myśliwskiej im. Tadeusza Kościuszki. Cooper został zastępcą dowódcy eskadry, mjr. Fauntleroya oraz dowodził jedną z jej dwóch grup, grupą Pułaski.
W kwietniu 1920 eskadra wkroczyła do walki na froncie polsko-bolszewickim, przebazowując do miasta Połonne, a następnie do Berdyczowa i Białej Cerkwi. Uczestniczyła ona w natarciu polskim na Ukrainie. Cooper wraz z innymi pilotami latał na rozpoznanie i zwalczanie oddziałów 1. Armii Konnej, raportując ruchy tej niezmiernie groźnej za sprawą swojej liczebności i manewrowości jednostki, ostrzeliwując jej oddziały z karabinów maszynowych i obrzucając granatami. W połowie maja, klucz trzech samolotów pod dowództwem Coopera został przejściowo wydzielony do osłony jednostek bombowych operujących z Kijowa przeciw żegludze na Dnieprze. 30 maja 1920 brał udział w ataku lotniczym na statki nieprzyjaciela pod Tripolem na Dnieprze, w wyniku czego jeden statek został zatopiony, a drugi (pancerny) osiadł na brzegu. Podczas wycofywania się sił polskich pod naciskiem ofensywy radzieckiej eskadra w dalszym ciągu była intensywnie wykorzystywana; podczas startu w Berdyczowie samoloty Coopera i Crawforda zostały uszkodzone przez kawalerię Budionnego, lecz zdołali oni uciec pieszo spod bezpośredniego zagrożenia. Pod koniec czerwca, Cooper został dowódcą eskadry, skierowanej ponownie do Lwowa.

13 lipca 1920 samolot Coopera został zestrzelony przez bolszewików i wylądował przymusowo za linią wroga. Został uznany w Polsce za zaginionego, w rzeczywistości jednak trafił do niewoli, gdzie po nieudanej próbie ucieczki został skierowany do oddziału oczyszczającego tory kolejowe pod Moskwą. Przy pomocy dwóch innych polskich jeńców, por. Sokołowskiego i kpt. Zalewskiego, udało mu się uciec i po przejściu 700 kilometrów dotrzeć w kwietniu 1921 na Łotwę, następnie do Polski. Po przybyciu do Warszawy awansowano go na stopień podpułkownika, a za dokonane czyny otrzymał Krzyż Srebrny Orderu Wojskowego Virtuti Militari. We wniosku o nadanie tego odznaczenia napisano, m.in.:

Kpt. pil. Cooper Merian od 10 IV 1920 r. wykonywał loty wywiadowcze w głąb nieprzyjacielskiego terytorium, atakując przeciwnika z bardzo niewielkiej wysokości. Jego zasługą było podtrzymywanie łączności między dowództwem armii i jazdą podczas ofensywy. Jako zastępca nieobecnego dowódcy eskadry, w ciągu 3 tygodni przewodniczył w czterech 14-grupowych bojowych lotach. Dzięki zimnej krwi i doświadczeniu bojowemu kpt. Coopera tylko jeden lotnik został ranny. Kpt. Cooper kierował 3 drużynowymi lotami dnia 24 kwietnia 1920 r., kiedy zakładnicy polscy na dworcu w Berdyczowie zostali zwolnieni przez polską piechotę. Ta piechota była wstrzymywana przez kulomioty nieprzyjaciela, które zostały zmuszone do ustąpienia pod ogniem płatowców dowodzonych przez kpt. Coopera w wyżej podanych lotach.

### Kariera filmowa

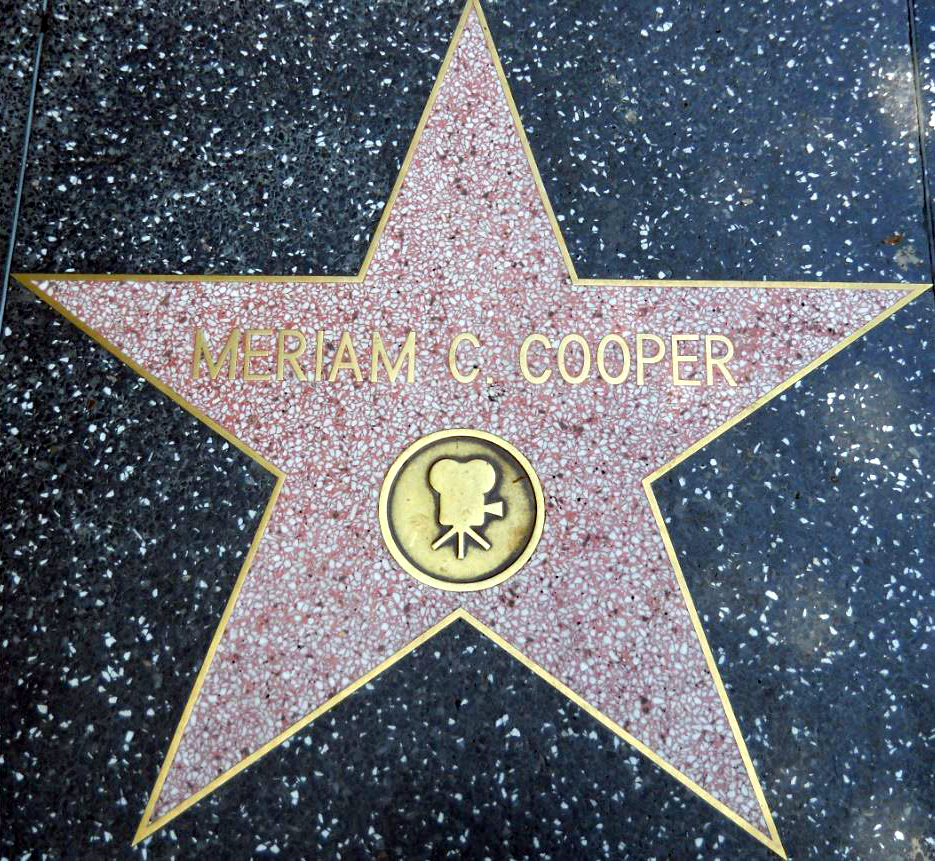
Gwiazda Coopera w Alei Gwiazd z błędem w imieniu (6525 Hollywood Blvd.)

Po zakończeniu wojny Cooper powrócił do Stanów Zjednoczonych, gdzie ponownie pracował jako dziennikarz, jednocześnie z zamiłowania podróżował po mało uczęszczanych miejscach świata. Stał się dokumentalistą i producentem filmowym w Hollywood. Nakręcił dokumentalne filmy z podróży do Turcji i Azji Wschodniej wspólnie z Marguerite Harrison np. Grass: A Nation’s Battle for Life, następnie Chang: A Drama of the Wilderness (nakręcony w Syjamie) oraz fabularny The Four Feathers o walkach z Zulusami (nakręcony w Afryce Środkowej). Zainspirowany życiem goryli, napisał scenariusz i stał się współreżyserem filmu King Kong wytwórni RKO z 1933, który odniósł ogromny sukces. Łączne wpływy z jego wyświetlania wyniosły 1,8 mln dolarów (przy cenie biletu 15 centów). Cooper również zagrał w tym filmie, wcielając się w rolę pilota samolotu, który na tle Empire State Building ostrzeliwuje ogromnego goryla.
Jako producent przyczynił się do powstania wielu klasycznych filmów, w tym np. Małe kobietki. Stworzył duet Fred Astaire i Ginger Rogers. W spółce z Johnem Fordem wyprodukował kilka dzieł tego reżysera m.in. Nosiła żółtą wstążkę, Fort Apache, Spokojny człowiek, Poszukiwacze czy Rio Grande. Wyprodukował w sumie 62 filmy, dwa wyreżyserował, do ośmiu napisał scenariusze.  
W 1934 pismo „Fortune” uznało Coopera za jedną z najważniejszych osób w Hollywood. W 1952 otrzymał Oscara za twórczy wkład do sztuki filmowej. Zasługi dla filmu zapewniły mu honorowe miejsce w słynnej Alei Gwiazd w Hollywood (jego imię umieszczono tam z błędem: „Meriam C. Cooper”).
Zarobione w przemyśle filmowym pieniądze inwestował w przemysł lotniczy – m.in. w latach 1930–1932 był dyrektorem linii lotniczych Pan Am.

### Dalsza kariera wojskowa
Podczas II wojny światowej był szefem sztabu generała Claire’a Chennaulta – dowódcy Amerykańskich Sił Powietrznych w Chinach, a następnie zastępcą szefa sztabu lotnictwa amerykańskiego na Pacyfiku, pod dowództwem generała MacArthura. W 1950 został awansowany do stopnia generała brygady.

### Związki z Polską i Polakami
W latach 20. i 30. Cooper stale utrzymywał związki z Polską i Polakami. W 1922 opublikował w Chicago wspomnienia „Faunt-le- Roy i jego eskadra w Polsce. Dzieje Eskadry Kościuszki”. W 1937 został członkiem Stowarzyszenia Weteranów Armii Polskiej w Ameryce, działał w placówce nr 100 Lotnej i patronował akcjom zbierania funduszy na Fundusz Inwalidzki im. I.J. Paderewskiego. Po uderzeniu Niemiec na Polskę w 1939 r. zorganizował koncert charytatywny, z którego dochód przeznaczony był na pomoc Polsce. W czasie wojny opiekował się Polakami przebywającymi na terenie USA oraz spotykał się z polskimi władzami. Będąc w Anglii nawiązał również kontakty z polskim Dywizjonem 303, który kontynuował tradycje Eskadry Kościuszkowskiej. Wizytował Dywizjon 303 14 marca 1941 roku. W późniejszym okresie wielokrotnie przesyłał Dywizjonowi gratulacje i okolicznościowe życzenia. Po wojnie utrzymywał natomiast kontakty z polskimi lotnikami, którzy wyemigrowali do USA.
W swojej biografii, pod koniec życia, napisał:

Każdy oficer z Eskadry Kościuszki zdejmował swój uniform oficerski - w którym tyle przeszedł - z żalem. Wprawdzie cieszyliśmy się, że wracamy do swoich - do Ameryki - ale teraz, kiedy siedzę jako cywil w moim pokoju w Ameryce i piszę - z dala od walk i niebezpieczeństwa, myślę sobie o tych dniach, kiedy to fruwaliśmy pod sztandarem Orła Białego - i mówię tak samo, jak każdy z moich kolegów-oficerów: „Dobrze było walczyć za Polskę!"

Zmarł na chorobę nowotworową 21 kwietnia 1973 w San Diego, w Kalifornii.

## Uznanie
Kawaler Krzyża Srebrnego Orderu Wojskowego Virtuti Militari nr 3024 – 8 kwietnia 1921 (odznaczony z rąk marsz. Józefa Piłsudskiego 10 maja 1921, po powrocie z niewoli), Krzyża Walecznych, Polowej Odznaki Pilota, Legii Zasługi, Purpurowego Serca, Medalu Sił Lądowych za Wybitną Służbę oraz amerykańskiego Distinguished Service Cross, którego nie przyjął ze względów honorowych. W 1966 Cooper został uhonorowany za zasługi dla Polski przez Rząd Polski na emigracji Złotym Krzyżem Zasługi z Mieczami.
Losami Coopera inspirowany był niemy film Gwiaździsta eskadra w reż. Leonarda Buczkowskiego z 1930, w którym znajduje się też wątek o miłości amerykańskiego żołnierza do polskiej dziewczyny.
W 2005 TVP Polonia wyemitowała film dokumentalny „Siedemnastu wspaniałych" – przedstawiający udział amerykańskich lotników w wojnie polsko-bolszewickiej, którego scenarzystą i reżyserem jest Zbigniew Kowalewski.
W 2008 imieniem Coopera nazwana została ulica w warszawskiej dzielnicy Bemowo, a 27 marca 2018 rondo w Rzeszowie.
Jego wizerunek widnieje na stateczniku pionowym myśliwca MiG-29 nr taktyczny 105 z 23 Bazy Lotnictwa Taktycznego w Mińsku Mazowieckim. Wizerunek został naniesiony w ramach projektu „Kosynierzy Warszawy” zorganizowanego przez Fundację Historyczną Lotnictwa Polskiego.